# Manifestació de capellans de 1966
La manifestació de capellans de 1966 va ser una concentració i manifestació d'uns cent trenta clergues vestits amb sotana que va tenir lloc l'11 de maig de 1966 davant de la "Jefatura Superior de Policía", situada a la Via Laietana de Barcelona i que finalitzar amb una brutal intervenció policial.

## Origen de l'acció
La decisió de realitzar una manifestació sorgí de la certesa que un estudiant comunista i dirigent del Sindicat Democràtic d'Estudiants de la Universitat de Barcelona (SDEUB), Joaquim Boix Lluch, detingut per la policia, estava sent interrogat i torturat a les dependències de la prefectura de la policia pel cap de la Brigada Político-Social, a la Via Laietana. La detenció s'havia produït el dia 6 de maig.
Un grup d'eclesiàstics, que arran de la celebració del Concili Vaticà II i els seus aires de renovació que cada cop més accentuaven el seu compromís social i polític, prengueren la iniciativa de dur a terme una acció de denúncia i protesta pels fets. Es tractava de fer una visita col·lectiva al comissari en cap de la Brigada, Vicente Juan Creix per tal d'interessar-s'hi sobre la situació del detingut i lliurar-li al comissari una carta de protesta.

## Desenvolupament
El grup d'eclesiàstics format per Mn. Josep Dalmau, Mn. Antoni Totusaus i Raventós, Mn. Ricard Pedrals i Blanxart, Mn. Frederic Bassó i el caputxí Jordi Llimona entre d'altres foren els principals promotors. Activaren els seus contactes de la diòcesi i dels ordes religiosos comunicant-los la iniciativa i el dia de l'acció i animant-los a participar-hi. Decidiren redactar dues cartes una adreçada al bisbe Gregorio Modrego Casaus i l'altra al comissari Creix. Els convocats uns cent trenta vestits amb sotana, es reuniren el dia 11 de maig a la Catedral de Barcelona, allà es va llegir el contingut de les cartes (amb un contingut farcit de citacions del Concili Vaticà II), i es feu una pregària. Després sortiren en fila de tres caminant per les voreres cap a les dependències policials de Via Laietana per lliurar la carta. La resposta de la policia a les portes de la "Jefatura" fou brutal apallissant els capellans, ferint-los al cap i perseguint-los pels carrers del voltant de la prefectura.

## Conseqüències
Immediatament l'aparell de propaganda i els mitjans de comunicació addictes al règim es posaren en marxa amb un gran campanya de desprestigi d'aquells capellans que "es posaven en política". Però l'impacte fou considerable a l'opinió pública i la societat civil del país i als mitjans internacionals. De fet escenificava una realitat que fins aquell moment era impensable. La dictadura franquista començava a perdre a sectors de l'Església cosa que era impensable per un règim i el seu dictador declarat "catòlic, apostòlic i romà" i que tenia l'Església Catòlica com un dels seus principals pilars des de la Guerra Civil.
El règim processà davant del Tribunal d'Ordre Públic els principals promotors: Mn. Josep Dalmau, Mn. Antoni Totusaus, Mn. Ricard Pedrals, i el caputxí Jordi Llimona per l'organització d'un acte subversiu a més de l'acusació infundada d'agressió a un policia. Foren condemnats a un any de presó i a una multa de 100.000 pts. de l'època. El recurs al Tribunal Suprem no prosperà. No obstant això, foren indultats pel Consell de Ministres del 6 de març de 1969, per les pressions del Vaticà.
Els bisbe de Barcelona Dr. Gregorio Modrego Casaus, tot i que va dir que calia castigar els preveres a les autoritats franquistes, no va fer res. Els altres bisbes espanyols (Bisbe de Santiago) redactaren escrits condemnant els capellans, altres ho denunciaren al Vaticà sense resultats.
No tots dels eclesiàstics progressistes de la Diòcesi de Barcelona, consiliaris de la JOC per exemple, estigueren d'acord amb la forma de realització de la manifestació de protesta. Van considerar-la una manifestació clerical (una manifestació de "sotanes") i no assistiren, tot i estar d'acord amb els objectius; creien que calia fer-la però barrejats amb la societat civil.